# Henri Decaë
Henri Robert Georges Decaë (Saint-Denis, 31 luglio 1915 – Suresnes, 7 marzo 1987) è stato un direttore della fotografia francese.
Alla fine degli anni cinquanta curò le immagini dei primi film di Louis Malle (Ascensore per il patibolo, Gli amanti), Claude Chabrol (Le beau Serge, I cugini) e François Truffaut (I 400 colpi), incarnando «l'anima figurativa meno dirompente ma più romantica» della Nouvelle Vague, un movimento di cui fu insieme a Raoul Coutard il maggior direttore della fotografia.
Fu collaboratore abituale di Jean-Pierre Melville, per il quale curò la fotografia di gran parte dei suoi film, dall'esordio con Il silenzio del mare (1947) a I senza nome (1970).

## Biografia
Cineamatore fin dall'adolescenza insieme al fratello Claude, studiò all'Ecole Technique de Photographie et Cinématographie, per poi lavorare presso la Poste Parisien come tecnico del suono e montatore. Durante gli anni della guerra prestò servizio nel reparto cinematografico dell'Aviazione militare francese. Tornato a Parigi nel 1945, lavorò come fotoreporter per Le Petit Parisien e realizzò documentari e filmati pubblicitari.
Il suo esordio come direttore della fotografia di un lungometraggio cinematografico coincide con quello da regista di Jean-Pierre Melville, Il silenzio del mare (1947), una produzione a basso costo di cui Decaë curò non solo la fotografia, ma anche montaggio, doppiaggio e missaggio. Questo e i successivi film diretti da Melville e fotografati da Decaë, come Bob il giocatore (1955), per economia di mezzi e libertà formale anticiparono il cinema della Nouvelle Vague. Fu quindi all'operatore di questi film che nuovi cineasti quali Louis Malle, Claude Chabrol e François Truffaut si rivolsero per i loro esordi, affidandosi alla sua esperienza, alle sue vaste competenze (che non si limitavano alla fotografia, ma includevano montaggio e sonoro) e alla sua capacità di piegare la tecnica cinematografica al servizio delle idee, per compiere un'operazione di superamento delle convenzioni del linguaggio filmico del cinéma de papa.
Forte dell'esperienza nel fotogiornalismo, che lo accomunava a Raoul Coutard, dimostrò una leggerezza di sguardo e una capacità di cogliere l'attimo che permisero realmente di trasformare la macchina da presa in una "caméra-stylo".
I senza nome (1970) segnò la fine della proficua collaborazione con Melville e della parte più importante della carriera di Decaë, che nei due decenni successivi lavorò soprattutto nel cinema di puro consumo, non solo francese ma anche statunitense, senza produrre risultati all'altezza di quelli del quindicennio precedente.

## Filmografia

### Cinema
- Il silenzio del mare (Le Silence de la mer), regia di Jean-Pierre Melville (1949)
- I ragazzi terribili (Les enfants terribles), regia di Jean-Pierre Melville (1950)
- Si ça vous chante, regia di Jacques Loew (1951)
- Bertrand coeur de lion, regia di Robert Dhéry (1951)
- La course de taureaux, regia di Pierre Braunberger (1951)
- La tentatrice della Casbah (Au coeur de la Casbah), regia di Pierre Cardinal (1952)
- Navigation marchande atlantique, regia di Georges Franju - cortometraggio (1954)
- Crèvecoeur, regia di Jacques Dupont (1955)
- Bob il giocatore (Bob le flambeur), regia di Jean-Pierre Melville (1956)
- Piano mon ami, regia di Claude-Yvon Leduc - cortometraggio (1957)
- S.O.S. Noronha, regia di Georges Rouquier (1957)
- Le beau Serge, regia di Claude Chabrol (1958)
- Ascensore per il patibolo (Ascenseur pour l'échafaud), regia di Louis Malle (1958)
- Teste calde (Le désir mène les hommes), regia di Émile Roussel (1958)
- Gli amanti (Les Amants), regia di Louis Malle (1958)
- I cugini (Les Cousins), regia di Claude Chabrol (1959)
- I 400 colpi (Les Quatre Cents Coups), regia di François Truffaut (1959)
- Appuntamento con il delitto (Un témoin dans la ville), regia di Édouard Molinaro (1959)
- La sentenza (La sentence), regia di Jean Valère (1959)
- A doppia mandata (À double tour), regia di Claude Chabrol (1959)
- Delitto in pieno sole (Plein soleil), regia di René Clément (1960)
- Donne facili (Les bonnes femmes), regia di Claude Chabrol (1960)
- Che gioia vivere, regia di René Clément (1961)
- Léon Morin, prete (Léon Morin, prêtre), regia di Jean-Pierre Melville (1961)
- Vita privata (Vie privée), regia di Louis Malle (1961)
- I sette peccati capitali (Les sept péchés capitaux), episodi La Paresse, regia di Jean-Luc Godard, La Luxure, regia di Jacques Demy e L'Orgueil, regia di Roger Vadim (1962)
- L'uomo senza passato (Les dimanches de Ville d'Avray), regia di Serge Bourguignon (1962)
- Il giorno e l'ora (Le jour et l'heure), regia di René Clément (1963)
- La portatrice di pane (La porteuse de pain), regia di Maurice Cloche (1963)
- Lo sciacallo (L'aîné des Ferchaux), regia di Jean-Pierre Melville (1963)
- Confetti al pepe (Dragées au poivre), regia di Jacques Baratier (1963)
- Il tulipano nero (La Tulipe noire), regia di Christian-Jaque (1964)
- Crisantemi per un delitto (Les félins), regia di René Clément (1964)
- Il piacere e l'amore (La ronde), regia di Roger Vadim (1964)
- Week-end a Zuydcoote (Week-end à Zuydcoote), regia di Henri Verneuil (1964)
- Colpo grosso ma non troppo (Le corniaud), regia di Gérard Oury (1965)
- Viva Maria!, regia di Louis Malle (1965)
- Hotel Paradiso, regia di Peter Glenville (1966)
- La notte dei generali (The Night of the Generals), regia di Anatole Litvak (1967)
- Il ladro di Parigi (Le Voleur), regia di Louis Malle (1967)
- Frank Costello faccia d'angelo (Le Samouraï), regia di Jean-Pierre Melville (1967)
- I commedianti (The Comedians), regia di Peter Glenville (1967)
- Diabolicamente tua (Diaboliquement vôtre), regia di Julien Duvivier (1967)
- Ardenne '44, un inferno (Castle Keep), regia di Sydney Pollack (1969)
- Il clan dei siciliani (Le clan des Siciliens), regia di Henri Verneuil (1969)
- L'unico gioco in città (The Only Game in Town), regia di George Stevens (1970)
- Hello Goodbye, regia di Jean Negulesco (1970)
- I senza nome (Le cercle rouge), regia di Jean-Pierre Melville (1970)
- Il faro in capo al mondo (The Light at the Edge of the World), regia di Kevin Billington (1971)
- Jo e il gazebo (Jo), regia di Jean Girault (1971)
- Mania di grandezza (La folie des grandeurs), regia di Gérard Oury (1971)
- Diritto d'amare (Le droit d'aimer), regia di Eric Le Hung (1972)
- Una donna come me (Don Juan ou Si Don Juan était une femme...), regia di Roger Vadim (1973)
- Two People, regia di Robert Wise (1973)
- Le folli avventure di Rabbi Jacob (Les aventures de Rabbi Jacob), regia di Gérard Oury (1973)
- Ci son dentro fino al collo... (La moutarde me monte au nez), regia di Claude Zidi (1974)
- Isabelle devant le désir, regia di Jean-Pierre Berckmans (1975)
- Bagarre express (La course à l'échalote), regia di Claude Zidi (1975)
- E l'alba si macchiò di rosso (Operation: Daybreak), regia di Lewis Gilbert (1975)
- Sette notti in Giappone (Seven Nights in Japan), regia di Lewis Gilbert (1977)
- Un attimo, una vita (Bobby Deerfield), regia di Sydney Pollack (1977)
- Le point de mire, regia di Jean-Claude Tramont (1977)
- Morte di una carogna (Mort d'un pourri), regia di Georges Lautner (1977)
- Ils sont fous ces sorciers, regia di Georges Lautner (1978)
- I ragazzi venuti dal Brasile (The Boys from Brazil), regia di Franklin Schaffner (1978)
- Poliziotto o canaglia (Flic ou voyou), regia di Georges Lautner (1979)
- Un amore perfetto o quasi (An Almost Perfect Affair), regia di Michael Ritchie (1979)
- Il piccione di piazza S. Marco (Le Guignolo), regia di Georges Lautner (1980)
- L'isola (The Island), regia di Michael Ritchie (1980)
- L'ombrello bulgaro (Le coup du parapluie), regia di Gérard Oury (1980)
- Un commissario al di sotto di ogni sospetto (Inspecteur la Bavure), regia di Claude Zidi (1980)
- Est-ce bien raisonnable?, regia di Georges Lautner (1981)
- Joss il professionista (Le professionnel), regia di Georges Lautner (1981)
- L'été de nos 15 ans, regia di Marcel Jullian (1983)
- Star's Lovers (Exposed), regia di James Toback (1983)
- Attention une femme peut en cacher une autre!, regia di Georges Lautner (1983)
- Les parents ne sont pas simples cette année, regia di Marcel Jullian (1984)
- La vengeance du serpent à plumes, regia di Gérard Oury (1984)

### Televisione
- Un mestiere difficile (The Hard Way), regia di Michael Dryhurst - film TV (1979)
- Riviera, regia di John Frankenheimer - film TV (1987)